# دينيس ويلسون
دينيس ويلسون (بالإنجليزية: Dennis Wilson)‏ (1 يناير 1936 المملكة المتحدة - ) هو لاعب كرة قدم بريطاني يلعب كمدافع.